# Marie-Pierre Duros
Marie-Pierre Duros-Toudret, francoska atletinja, * 7. junij 1967, Saint-Brieuc, Francija.
Nastopila je na poletnih olimpijskih igrah v letih 1988 in 1992, ko se je uvrstila v finale teka na 3000 m, kjer je odstopila. Na svetovnih dvoranskih prvenstvih je osvojila naslov prvakinje v isti disciplini leta 1991.